# Cardamom

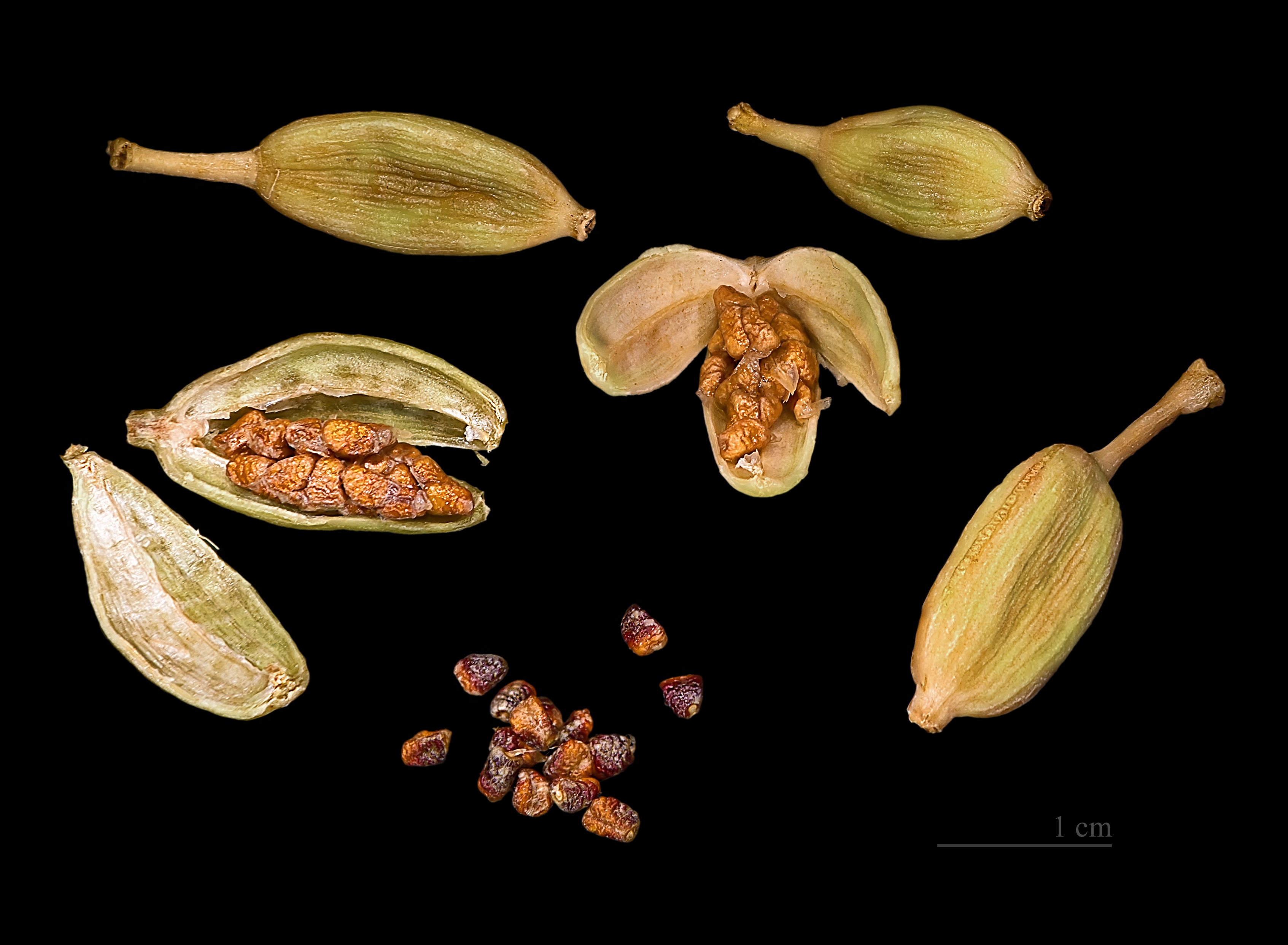
Elettaria cardamomum

El cardamom (Elettaria cardamomum) és una espècie de planta amb flors del gènere Elettaria dins la família de les zingiberàcies (Zingiberaceae). Les seves llavors s'utilitzen com a espècia, en perfumeria i com a medicinals.
També s'han recollit les variants lingüístiques cardamòmia, cardemoni i cardimoni.

## Descripció
Es tracta d'una planta aromàtica herbàcia perenne, que pot arribar a fer de 2 a 4 metres d'alçada. Té una tija amb un gran rizoma amb una ramificació simpòdica, de la qual broten nombroses tiges carnoses.
Les fulles, d'un color verd intens, fan uns 40-60 centímetres i estan disposades de manera alterna. El limbe de la fulla és lineal-lanceolat i amb un àpex acabat en punxa, és a dir, acuminat. La divisió del marge és simple i entera. Té una nervadura pennada i la inserció a la tija és sèssil. Per la part inferior de la fulla està recoberta per unes pil·lositats molt petites de color blanc.
Les flors són hermafrodites, amb el periant compost per dos verticils, un calze de forma tubulosa i una corol·la també tubulosa amb un lobel més llarg que els altres dos. Té una simetria zigomorfa. Les flors són verdoses amb la punta blanca i vetes purpúries. L'androceu consta d'un estam fèrtil. Pel que fa al gineceu, es tracta d'un gineceu pluricarpel·lar paracàrpic format per 3 carpels connats. L'ovari és ínfer i està coronat per un estigma en forma d'embut.
Fins passats 3 anys la planta no dona fruits, i quan ho fa són molt aromàtics, una mica picants i contenen llavors. Aquestes llavors són negres i es troben dins el fruit de tipus siliqual, amb un fals envà que divideix l'ovari en dos lòculs. Creixen dins unes càpsules de color verd pàlid amb forma ovoide.
Els fruits s'han de recol·lectar poc abans de madurar perquè les llavors es mantinguin a l'interior.

## Taxonomia
Aquesta espècie va ser publicada per primer cop l'any 1753 al primer volum de l'obra Species Plantarum de Carl von Linné (1707-1778) sota el nom d'Amomum cardamomum. Més tard, l'any 1811 a la revista Transactions of the Linnean Society of London, el metge anglès William George Maton (1774-1835) va separar el tàxon del gènere Amomum i el va situar dins d'un gènere de nova creació que li va donar el nom actual d'Elettaria cardamomum.

### Sinònims
Els següents noms científics són sinònims d'Elettaria cardamomum:
- Sinònims homotípics

- Alpinia cardamomum (L.) Roxb.
- Amomum cardamomum L.
- Amomum racemosum Lam.
- Amomum repens Sonn.
- Cardamomum officinale Salisb.
- Cardamomum verum Oken
- Elettaria cardamomum var. minor Watt
- Elettaria repens Baill.
- Matonia cardamomum (L.) Stephenson & J.M.Churchill
- Zingiber cardamomum (L.) Stokes

- Sinònims heterotípics

- Amomum ensal Raeusch.
- Amomum uncinatum Stokes
- Cardamomum elletari Garsault
- Cardamomum malabaricum Pritz.
- Cardamomum minus (Gaertn.) Kuntze
- Elettaria cardamomum var. minuscula Burkill
- Zingiber minus Gaertn.

## Ecologia
L'Elettaria cardamomum és una planta procedent d'Àsia, on creix de manera natural a l'Índia, a l'illa de Sri Lanka, Malàisia i Indonèsia. Creix en selves humides i plujoses en llocs amb claror, però mai amb llum directa.
Sempre que hi hagi bona ventilació no té problemes per suportar temperatures altes; en canvi, és convenient evitar temperatures inferiors a 15 °C.
El cardamom ha de ser regat cada 2 dies a l'estiu i cada 10-12 a l'hivern.
És una planta molt sensible a l'excés d'aigua; quan les fulles es podreixen per la base és el primer símptoma d'excés d'aigua.

## Farmacologia
Les parts que s'utilitzen amb fins farmacològics engloben les fulles, els fruits i les llavors.

### Composició química
- Oli essencial (fins a un 8%)
  - Limonè.
  - Sabinè.
  - Eucaliptol.
  - Alfa-Terpinè.
  - D-alfa-terpinè.
  - Acetat de terpinil.
  - Borneol.

- Altres componentes en les llavors
  - Beta-sitosterol.
  - Midó (fins a un 30%).
  - Olis (fins a un 10%) rics en:
    - Àcid palmític.
    - Àcid esteàric.
    - Àcid oleic.
    - Àcid limoleic.

  - Proteïnes (fins a un 10%):
  - Manganès.
  - Potassi.

### Accions farmacològiques
- Acció antívirica
- Acció antimicòtica
- Acció antimicrobiana
- Acció carminativa
- Acció estimulant del sistema nerviós
- Acció antiespasmòdica
- Acció diurètica
- Acció orexígena (provoca gana)
- Acció sialagoga (provoca saliva)

## Usos medicinals
- Tos
- Asma
- Bronquitis
- Dispèpsia amb flatulències intestinals i dispèpsia crònica no inflamatòria
- Anorèxia
- Còlics intestinals
- Halitosi
- Diarrea
- Febre
- Inflamació de boca i faringe
- Complement de tractaments hepàtics i de càlculs biliars
- Afrodisíac

## Toxicitat
No s'ha d'administrar, ni aplicar tòpicament, a nens menors de sis anys ni a persones amb al·lèrgies respiratòries o amb hipersensibilitat coneguda a altres olis essencials. Tampoc es recomana en pacients amb úlceres gastroduodenals, síndrome de l'intestí irritable, colitis ulcerosa, malaltia de Crohn, hepatopaties, epilèpsia, Parkinson o altres malalties neurològiques. Es recomana abstenir-se de prescriure olis essencials per via interna durant l'embaràs i la lactància.

## Observacions
El cardamom és un dels ingredients principals d'alguns curris i per aromatitzar dolços com la zlabia, i begudes refrescants amb llet; és molt utilitzat en la cuina xinesa i oriental en general.
A l'Orient Pròxim es barreja cafè amb cardamom. Com a moltes altres espècies se li atribuïen propietats afrodisíaques.
Després del safrà i la vainilla, és la tercera espècia més cara. L'Índia és el seu major productor.
Normalment les llavors se'n venen dins del fruit, ja que el sabor es perd ràpidament.